# Нерка
Нерка, червоний лосось, або срібна форель, (морська фаза) (лат. Oncorhynchus nerka)  — прохідна риба, що відноситься до родини лососевих, роду тихоокеанських лососів. Є третім найпоширенішим видом тихоокеанських лососів, після горбуші і кети.

## Опис
У морі вона срібляста, і лише спина забарвлена темно-синьо. Шлюбний наряд дуже ефектний: спина і боки в цей період стають яскраво-червоними, голова зеленою, спинний і анальний плавники фарбуються в кривавий колір. Завдовжки риба досягає 80 см, важить до 3 — 5 кг, максимальна зареєстрована вага 7,7 кг, живе до 6 років. За формою і розмірами нерка нагадує кету, відмінність полягає в кількості зябрових тичинок — у кети 18-28, у нерки більше 30. Статевозрілою стає у 5-6 років. Існує також озерна житлова форма нерки — Кокань (Kokanee) вона менша за прохідну, і рідко досягає 35 см завдовжки. Нерка — більш холодолюбивий вид і в морі не трапляється при поверхневій температурі вище 2°С.

## Поширення[4]
Поширена нерка на Алясці, рідше можна зустріти на півночі Охотського моря і на східному Сахаліні. Найчисленніша популяція нерки біля берегів західної та східної Камчатки. У деяких річках крім прохідної є карликова житлова форма нерки. Карликові риби трапляються в озерах Японії, Північної Америки, Камчатки. Вони не скочуються в море, досягають статевої зрілості у прісній воді і беруть участь у нересті разом з прохідною неркою. Нерку в Канаді особливо слід відзначити в річках Скіна, Насс, і найбільше в річці Фрейзер.

## Розмноження
Нерка як місце для нересту вибирає озера, в яких є місця виходу ключів. Нерка має сильний природний інстинкт до розмноження, більшість риб повертається в теж нерестовище, де і народилися. Захід нерки в річки починається в травні і закінчується в липні. По термінах нерка ділиться на літню і осінню. Перше нерестовище відбувається в липні-серпні в озерах та річках, друге — в серпні-жовтні.

## Спосіб життя
Перші два роки молодь нерки мешкає в річках, досягнувши 7-12 см завдовжки, лише потім йдуть на морські пасовища. Живиться нерка переважно жирними рачками — калянідами, які пофарбовані в червоний колір каротиноїдними пігментами. Ці пігменти переходять з проковтнутих рачків в м'ясо нерки. Так м'ясо нерки набуває яскраво-червоний колір.

## Значення
У США, Канаді та Японії житлову нерку нерідко розводять як об'єкт спортивного рибальства. У сприятливих умовах вона може досягати великої ваги і представляє бажану здобич для рибалки-любителя. М'ясо нерки має незвичайний смак, багато мінеральними компонентами та вітамінними комплексами. З нерки готують найрізноманітніші страви, в тому числі й балик. Ікра нерки — чудовий рибний делікатес, головні гастрономічні ласощі всіх часів і народів. У ній зосереджено колосальна кількість корисних мінералів і мікроелементів як і в м'ясі.

## Природоохоронний статус

### Сполучені Штати
У США популяція нерки перерахована Національною службою морського рибальства. Як повідомляє служба, нерка перебуває під загрозою зникнення у річці Снейк (штат Айдахо, Орегон і Вашингтон), так і перебувають під загрозою зникнення в озері Озетт (штат Вашингтон). Інші популяції червоної риби у верхній течії річки Колумбія і в Пьюджет-Саунд (Вашингтон), не перераховані. Низькі температури в 2008 році в Північних водах Тихого океану принесли багато планктону який, поряд з великим відтоком води річки Колумбія, відроджує популяцію нерки.

## Галерея

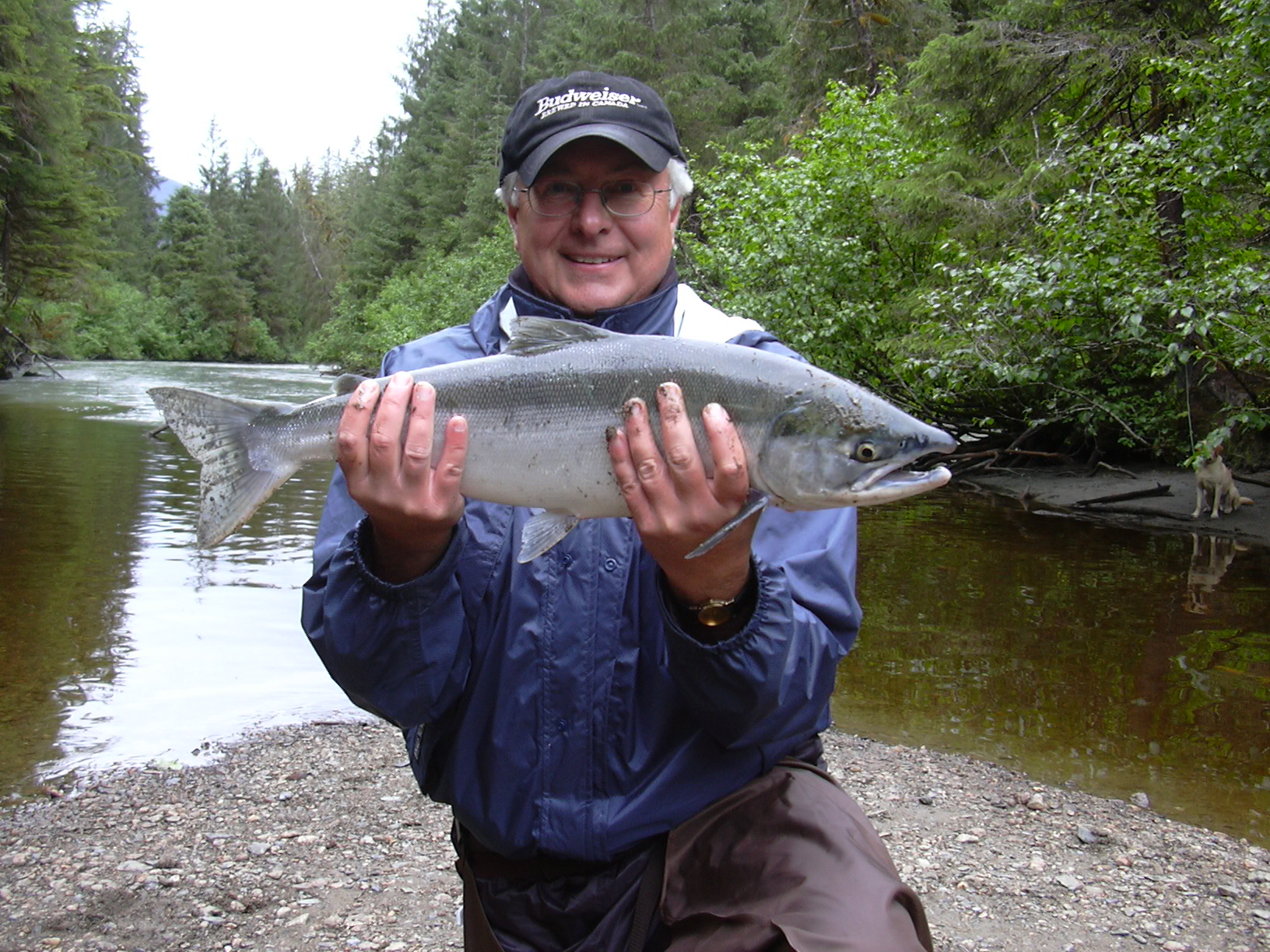
Нерка зловлена в Алясці
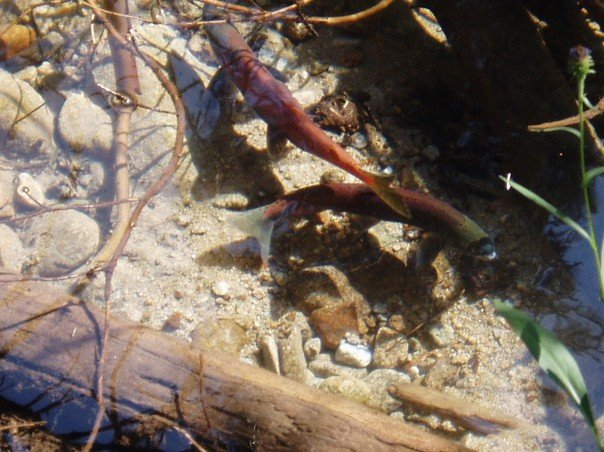
Нерест нерки, Айдахо
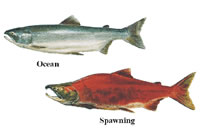
Фаза океану (зверху) і нерестова червона фаза (знизу)
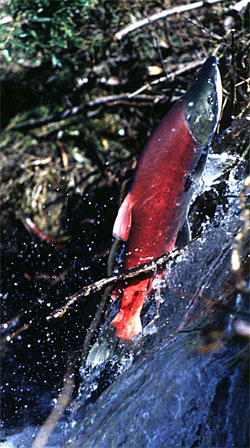
Стрибки нерки на боброві греблі
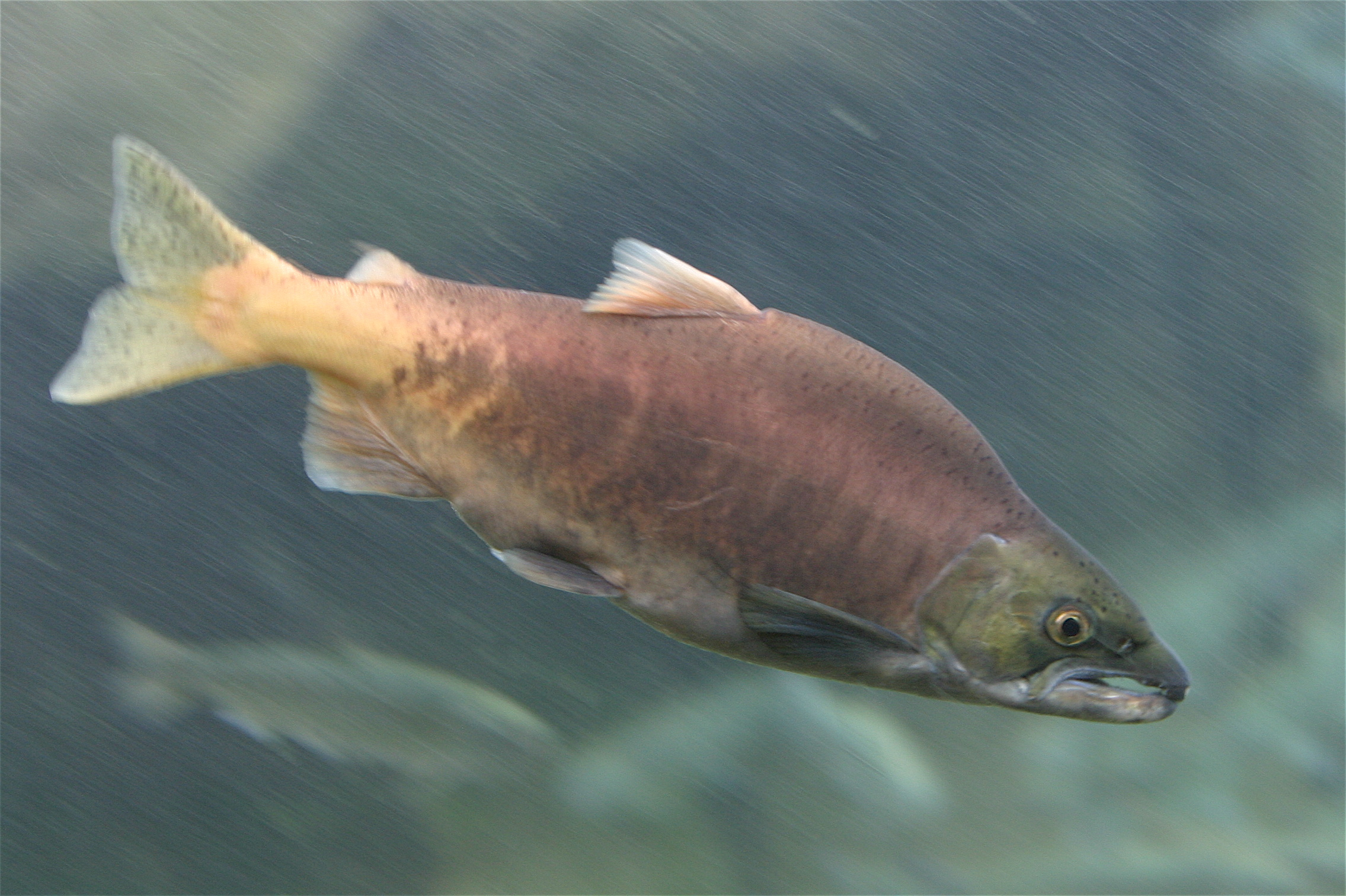
Нерка в Орегонському зоопарку